# Bonnes (Charente)
Bonnes település Franciaországban, Charente megyében. Lakosainak száma 360 fő (2022. január 1.). Bonnes Aubeterre-sur-Dronne, Les Essards, Saint-Romain, Saint-Aulaye-Puymangou, Saint Privat en Périgord, Saint-Antoine-Cumond és Saint-Privat-des-Prés községekkel határos.

## Népesség
A település népessége az elmúlt években az alábbi módon változott:
| Lakosok száma | 448  | 362  | 333  | 344  | 392  | 416  | 406  | 391  | 368  | 360  |
|               | 1968 | 1982 | 1999 | 2006 | 2011 | 2015 | 2017 | 2018 | 2020 | 2022 |